# Карбон-Гілл (Алабама)
Карбон-Гілл (англ. Carbon Hill) — місто (англ. city) в США, в окрузі Вокер штату Алабама. Населення — 1769 осіб (2020).

## Географія
Карбон-Гілл розташований за координатами 33°53′42″ пн. ш. 87°31′19″ зх. д. / 33.89500° пн. ш. 87.52194° зх. д. (33.894991, -87.522078).  За даними Бюро перепису населення США в 2010 році місто мало площу 14,47 км², з яких 14,25 км² — суходіл та 0,22 км² — водойми.

## Демографія

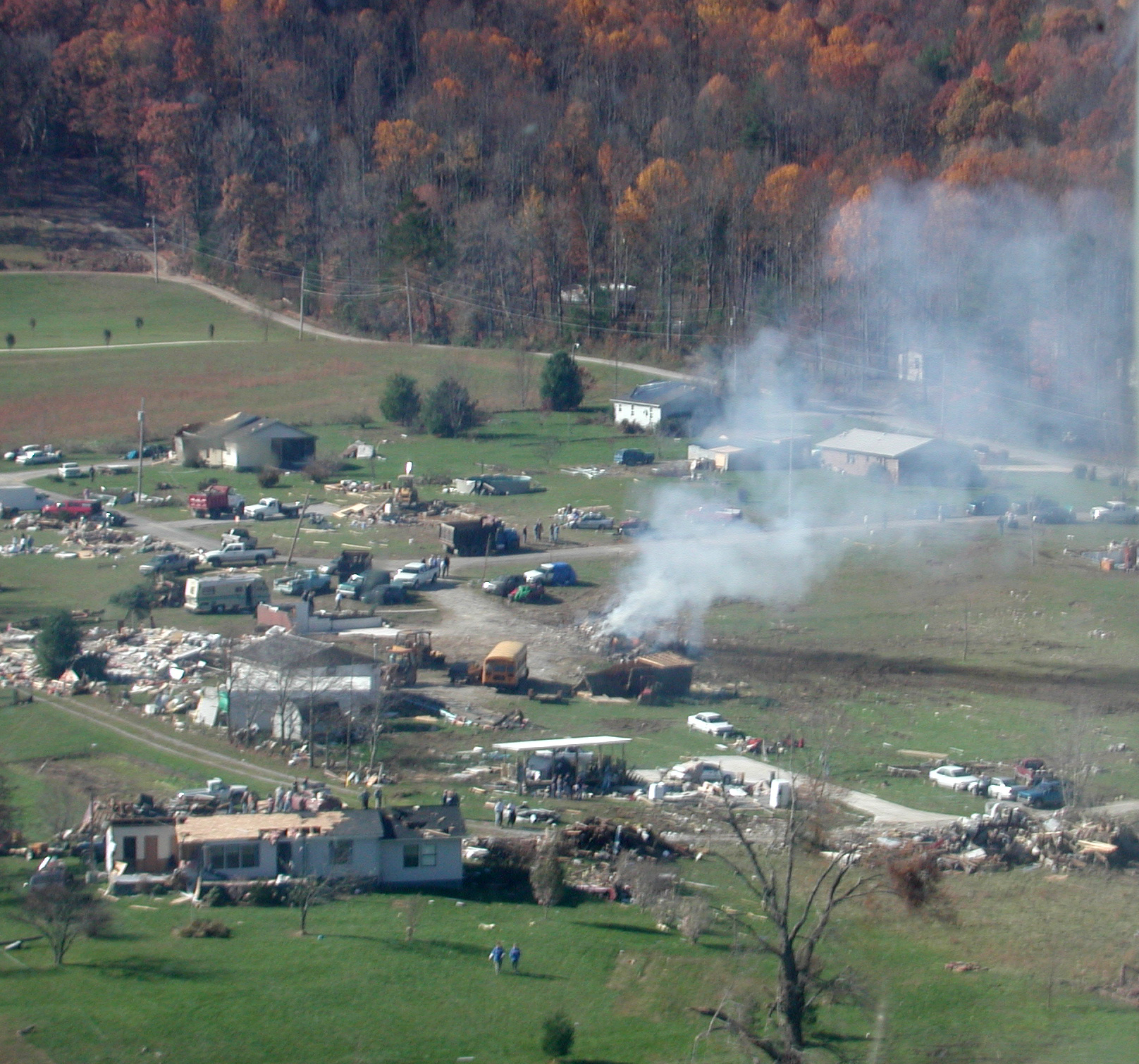
Карбон-Гілл після торнадо 14 листопада 2002

Згідно з переписом 2010 року, у місті мешкала 2021 особа в 860 домогосподарствах у складі 550 родин. Густота населення становила 140 осіб/км².  Було 995 помешкань (69/км²).
Расовий склад населення:
| - 89,4 % — білих - 8,2 % — чорних або афроамериканців - 0,2 % — корінних американців - 0,1 % — азіатів |

До двох чи більше рас належало 1,4 %. Частка іспаномовних становила 1,2 % від усіх жителів.
За віковим діапазоном населення розподілялося таким чином: 23,7 % — особи молодші 18 років, 59,0 % — особи у віці 18—64 років, 17,3 % — особи у віці 65 років та старші. Медіана віку мешканця становила 40,9 року. На 100 осіб жіночої статі у місті припадало 90,3 чоловіків;  на 100 жінок у віці від 18 років та старших — 86,1 чоловіків також старших 18 років.
Середній дохід на одне домашнє господарство  становив 29 994 долари США (медіана — 25 990), а середній дохід на одну сім'ю — 36 204 долари (медіана — 35 761). За межею бідності перебувало 32,2 % осіб, у тому числі 39,7 % дітей у віці до 18 років та 14,6 % осіб у віці 65 років та старших.
Цивільне працевлаштоване населення становило 569 осіб. Основні галузі зайнятості: освіта, охорона здоров'я та соціальна допомога — 27,9 %, мистецтво, розваги та відпочинок — 14,1 %, роздрібна торгівля — 13,7 %.